# Psyllaephagus tokgaevi
Psyllaephagus tokgaevi är en stekelart som beskrevs av Svetlana N. Myartseva 1979. Psyllaephagus tokgaevi ingår i släktet Psyllaephagus och familjen sköldlussteklar.
Artens utbredningsområde är:
- Kazakstan.
- Turkmenistan.

Inga underarter finns listade i Catalogue of Life.